# Fritz Rau

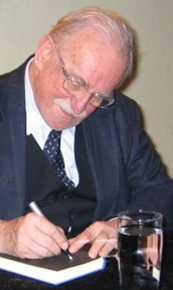
Fritz Rau (2006).

Fritz Rau (9 de marzo de 1930 - 19 de agosto de 2013) fue un promotor de la música alemana, que fue muy influyente en el desarrollo de la apreciación del jazz y el blues en Europa en los años 1950 y 1960, y desde entonces ha sido un promotor líder de música rock y pop. Fue nominado al Salón de la Fama del Blues en 2012, junto con su exsocio de negocios Horst Lippmann.